# Noah Ngeny
Noah Ngeny, född den 2 november 1978 i Kabenas, är en kenyansk före detta friidrottare som tävlade i medeldistanslöpning.
Ngenys stora genombrott kom när han 1997 slog ett nytt juniorvärldsrekord på 1 500 meter. Rekordet godkändes emellertid inte eftersom det inte gjordes någon dopingkontroll. 
Han deltog vid VM 1999 i Sevilla och slutade där tvåa på 1 500 meter efter Hicham El Guerrouj. Vid Olympiska sommarspelen 2000 stod kampen åter mellan dessa två och denna gång var det Ngeny som vann efter en sprurt. 
Efter framgången i Sydney blev han bronsmedaljör vid inomhus-VM 2001. En bilolycka gjorde att han missade Goodwill Games 2001 och han misslyckades sedan att ta en plats i det kenyanska laget till Olympiska sommarspelen 2004.
Under 2006 valde han att formellt avsluta sin karriär.

## Världsrekord
Vid tävlingar i Rieti i Italien 1999 slog han Sebastian Coe världsrekord från 1981 på distansen 1 000 meter när han sprang på 2.11,96. Världsrekordet gäller i början av 2011 fortfarande som rekord på distansen. 